# Fleur de coin

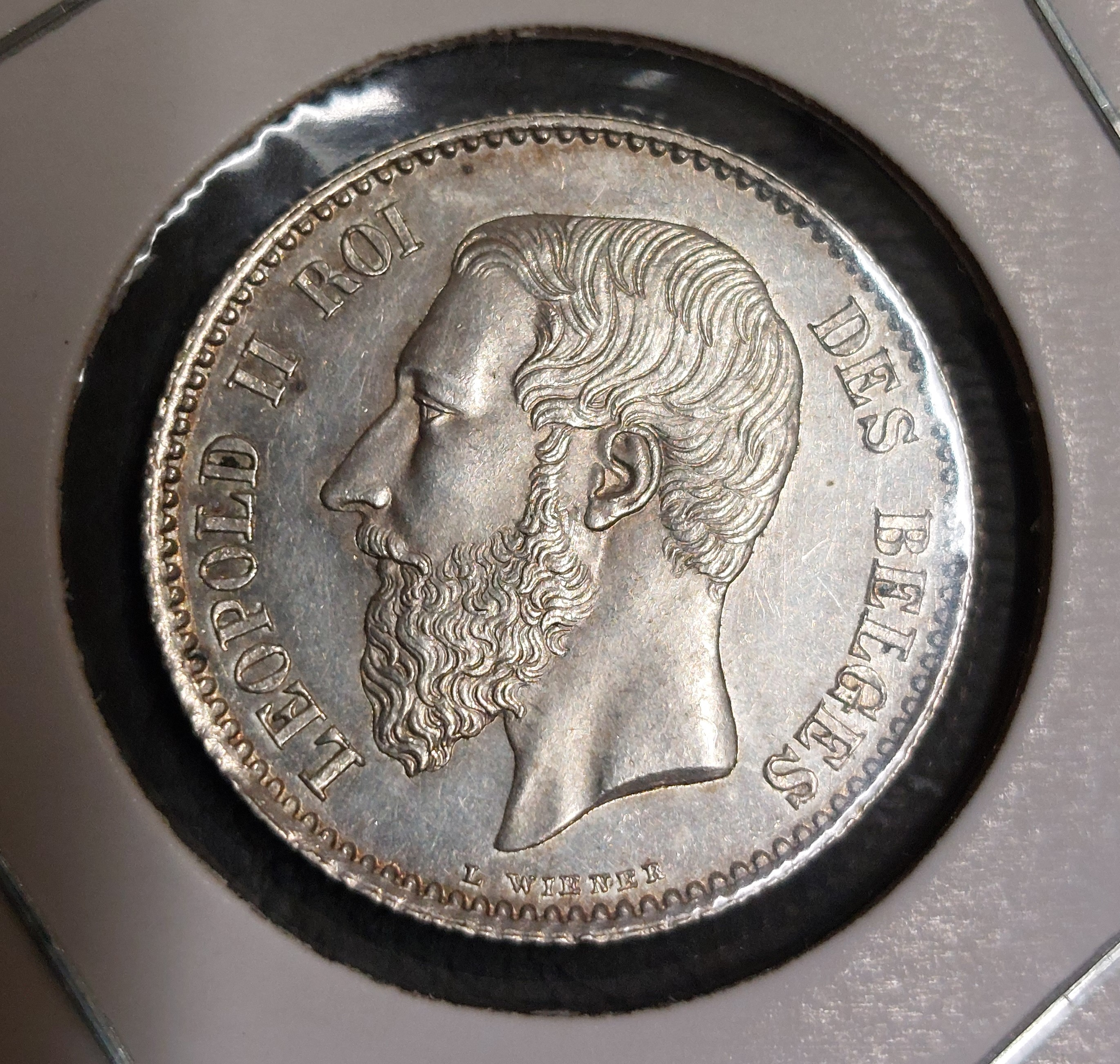
1 Frank Leopold II België uit 1886. Staat van bewaring FDC (met vergrootglas een paar minuscule imperfecties).

Fleur de coin of stempelglans (Frans voor 'bloem van de stempel'), afgekort tot FDC, is enerzijds een term uit de numismatiek waarmee de nieuwstaat van een munt wordt aangegeven en anderzijds een muntslagkwaliteit voor munthuizen. In het Engels is FDC ook gekend onder de term Uncirculated (UNC).

## Brede opvatting
UNC en FDC hebben drie dezelfde interpretaties:
- Het kan verwijzen naar een hogere muntslagkwaliteit van de munt. De volgende termen worden gehanteerd: UNC in Amerika[6], vroeger in Europa FDC[7] en hedendaags in Europa BU of BU/FDC.[2] De voorwaarde is dat ze werden geslagen met een aparte muntpers.
- Het kan ook verwijzen naar de staat van bewaring van een munt. In dit geval wordt de slijtage van het muntstuk beoordeeld.
- Tot slot kan het verwijzen naar een munt dat geslagen werd om in omloop te komen, maar nooit in omloop is geweest.[2] Een voorbeeld is een circulatiemunt dat opgevangen werd tijdens de muntproductie. Een ander voorbeeld is een oude munt waar nooit mee betaald is.

## Staat van Bewaring
In numismatiek verwijst FDC naar de kwaliteitsaanduiding om de hoogst mogelijke staat van bewaring toe te kennen aan munten en bankbiljetten. Deze kwaliteitstrap wordt ook in meer of mindere mate gegeven aan herdenkingsmunten, medailles, tokens, noodgeld en verzamelaarsmunten. 
Munten verliezen door slijtage het snelst hun stempelglans en na een tijdje ook hun scherpe details, tenzij nooit in omloop gebracht of onder goede omstandigheden bewaard. Verzamelaars zijn bereid om meer te betalen voor dergelijke munten omdat ze zeldzamer zijn. Een geslagen muntstuk met een minuscule imperfectie veroorzaakt door de muntstempel, wordt gering toegestaan. Enkele voorbeelden:
| Aanvaard als FDC                                                                                      | Geen perfecte FDC                                                                                             |
| --- | --- |
| Slechte overgang van het matte gedeelte naar het blinkende gedeelte veroorzaakt door het muntproces.  | Het reliëf is niet haarscherp of vertoont een lichte wrijving in het fond. Definitie van beginnende slijtage. |
| Geringe oneffenheden aan het muntplaatje (of muntstuk) dat nauwelijks zichtbaar is met het blote oog. | Een kleine beschadiging door het vallen in de container na het aanmunten, hoe klein dan ook.                  |
| Een misslag dat geen enkele beschadiging heeft opgelopen, zoals een incuse.                           | De munt is perfect maar heeft in een broche gezeten of zit er nog steeds in.                                  |

De overige muntkwaliteitstrappen zijn:
- Prachtig (Pr)
- Zeer Fraai (Zfr)
- Fraai (Fr)
- Zeer Goed (Zg)
- Goed (G).

## Muntslagkwaliteit
Voor Europese munthuizen staat FDC in het teken van een muntslagkwaliteit. Dit beschrijft de uitvoeringskwaliteit van een geslagen munt. Een munt geslagen met een aparte muntpers is herkenbaar aan de zachte mattering in het reliëf. Een recente BU/FDC-muntset is hier een voorbeeld van.
Er zijn nog vier andere uitvoeringskwaliteiten mogelijk. De volledige lijst van laag naar hoog:
- Circulatiemunten
- Fleur de Coin (FDC)
- Prooflike (PL)
- Proof (QP)
- Reverse Proof (RP)

In de numismatiek hebben UNC & FDC altijd dezelfde functie; namelijk de perfectie. Een voorbeeld hiervan is de Standaard Wereldcatalogus die UNC gebruikt voor de hoogst mogelijke kwaliteit voor circulatiemunten. Maar bij Europese munthuizen geldt dat niet. De term UNC geeft aan dat de uiterlijke kwaliteit van een circulatiemunt gelijk is aan de toestand direct na de muntproductie, dit omdat de term FDC al een andere doeleinde heeft. De term UNC staat ook in het teken van uitgiftes van circulatiemunten die opgevangen worden tijdens het muntproces. Het kan evenwel een beschadiging oplopen tijdens het muntproces. Het krijgt de benaming UNC-muntset en UNC-coincard.
Het is niet zo dat een UNC beschadiging mag hebben. Het is gewoon ontglipt aan de controle alvorens in de set te stoppen. Als een numismaat de ´staat van bewaring` van een dergelijke munt controleert en het blijkt geringe beschadiging te hebben opgelopen, door in de container te vallen, dan wordt het in de numismatiek gemarkeerd als FDC- of UNC-.